# Cazalis (Gironde)
Cazalis is een gemeente in het Franse departement Gironde (regio Nouvelle-Aquitaine) en telt 179 inwoners (1999). De plaats maakt deel uit van het arrondissement Langon.

## Geografie
De oppervlakte van Cazalis bedraagt 44,3 km², de bevolkingsdichtheid is 4,0 inwoners per km².
De onderstaande kaart toont de ligging van Cazalis (Gironde) met de belangrijkste infrastructuur en aangrenzende gemeenten.

## Demografie
Onderstaande figuur toont het verloop van het inwonertal (bron: INSEE-tellingen).

1. ↑  Populations de référence 2022.